# Blastobasoides differtella
Blastobasoides differtella är en fjärilsart som beskrevs av Mcdunnough 1961. Blastobasoides differtella ingår i släktet Blastobasoides och familjen förnamalar. Inga underarter finns listade i Catalogue of Life.